# Helle Nielsen (badminton)
Pour les articles homonymes, voir Nielsen.
Helle Nielsen est une joueuse de badminton danoise née le 20 juillet 1981 à Brøndby.
Avec Carsten Mogensen, elle est troisième du tournoi de double mixte des Mondiaux de 2008.